# There Be Dragons
There Be Dragons (bra: Encontrarás Dragões – Segredos da Paixão ou Segredos da Paixão; prt: Encontrarás Dragões) é um filme argentino-hispano-estadunidense de 2011, do gênero drama histórico-biográfico, escrito e dirigido por Roland Joffé. 
A trama é ambientada na Guerra Civil Espanhola e inclui a história de soldados revolucionários, de um jornalista e seu pai, e do sacerdote São Josemaria Escrivá, fundador da Opus Dei.

## Sinopse
O jornalista Robert, tentando reativar o contato com seu pai, Manolo, que participou da Guerra Civil Espanhola, acaba descobrindo que ele era amigo de infância de Josemaría Escrivá de Balaguer, com quem teria tido uma relação complicada. Lutando na guerra civil, Manolo se tornaria obcecado por Ildiko, uma bela revolucionária húngara.